# داوود (اسقف ابرشهر)
اسقف داوودِ اَبَرشهر (به انگلیسی: The Bishop David of Abarshahr) اسقف ایرانی مسیحیان ابرشهر و توس (به انگلیسی: The Bishop of Tus and Abrashahr)، اسقفِ مسیحیانِ نستوریِ اسقف نشینِ نیشابور در دوره ساسانیان در سده پنجم میلادی بود. نام وی داوود ثبت شده است. او همچنین یکی از امضاکنندگان تشکیل شورایی کلیسایی بود.